# Balaghat (distrikt)
Balaghat (Balaghaut, "ovanför Ghats", "övre terrasser") är ett distrikt i divisionen Nagpur i den indiska delstaten Madhya Pradesh, med en yta av 8 148 km². Det av Wainganga genomflutna distriktet är rikt på järnmalm, som bearbetas av gonderna, samt har något guld och antimon, men är föga odlat. Huvudort är Balaghat.